# Rejon chanty-mansyjski
Rejon chanty-mansyjski (ros. Ханты-Мансийский район) – rejon wchodzący w skład położonego w zachodniej Syberii, na Nizinie Zachodniosyberyjskiej w azjatyckiej części Rosji Chanty-Mansyjskiego Okręgu Autonomicznego – Jugry.
Rejon liczy 17.488 mieszkańców (2005 r.). Populacja ta w całości jest populacją wiejską, gdyż poza miastami wydzielonymi z obszaru rejonu na terenie tym nie ma innych ośrodków miejskich.
Ośrodkiem administracyjnym jest miasto Chanty-Mansyjsk, będące także stolicą całego Chanty-Mansyjskiego OA, liczące 57.300 mieszkańców (2005 r.). Administracyjnie nie wchodzi ono jednak w skład rejonu i jak wszystkie duże miasta Chanty-Mansyjskiego Okręgu Autonomicznego – Jugry ma status miasta wydzielonego Okręgu.
Do 1950 r. ośrodkiem administracyjnym rejonu była istniejąca prawdopodobnie od końca XVI w. osada Samarowo, w związku z czym rejon nosił nazwę Rejonu Samarowskiego, jednak w 1950 r. Samarowo zostało włączone w obręb Chanty-Mansyjska i miasto to stało się stolicą rejonu, co pociągnęło za sobą stosowną zmianę nazwy tej jednostki administracyjnej.
Większość powierzchni Rejonu pokrywa tajga. Duże obszary stanowią bagna. Występują liczne rzeki i bardzo liczne jeziora, z których kilka tysięcy ma powierzchnię przekraczającą 1 ha.
Klimat umiarkowany chłodny, wybitnie kontynentalny.
Ludność stanowią głównie Rosjanie i przedstawiciele innych europejskich narodów, osiedlających się w zachodniej Syberii m.in. Ukraińcy, Białorusini, Tatarzy i Baszkirzy. Na terenie Rejonu żyje pewna liczba rdzennych mieszkańców Chanty-Mansyjskiego OA – ugrofińskich Chantów i Mansów.
Na terenie rejonu występują złoża ropy naftowej i gazu ziemnego.